# José Claramunt
José Claramunt (ur. 16 lipca 1946 w Puçol) – hiszpański piłkarz, występujący na pozycji pomocnika; brat piłkarza Enrique Claramunta.
Z zespołem Valencia CF zdobył mistrzostwo Hiszpanii (1971) i Copa del Generalísimo (1967). W latach 1968–1975 rozegrał 23 mecze w reprezentacji Hiszpanii i strzelił dla niej 4 gole.